# Władysław (książę chorwacki)
Władysław – książę Dalmacji i Liburnii w latach 821–835. Był kuzynem i następcą Borny, po Władysławie księciem chorwackim został Misław.
Główną siedzibą Władysława był Nin. Władca chorwacki był lennikiem władcy Franków Lotara I.